# Лемешовка (Киевская область)
Лемешо́вка (укр. Лемешівка) — село, входит в Яготинский район Киевской области Украины.
Население по переписи 2001 года составляло 1070 человек.
Почтовый индекс — 07730. Телефонный код — 4575. Занимает площадь 3 км². Код КОАТУУ — 3225583001.

## Местный совет
Лемешовка, ул. Центральная, 64

## Известные люди
- В селе родилась Постольник, Лидия Ивановна — Герой Социалистического Труда.

## Галерея

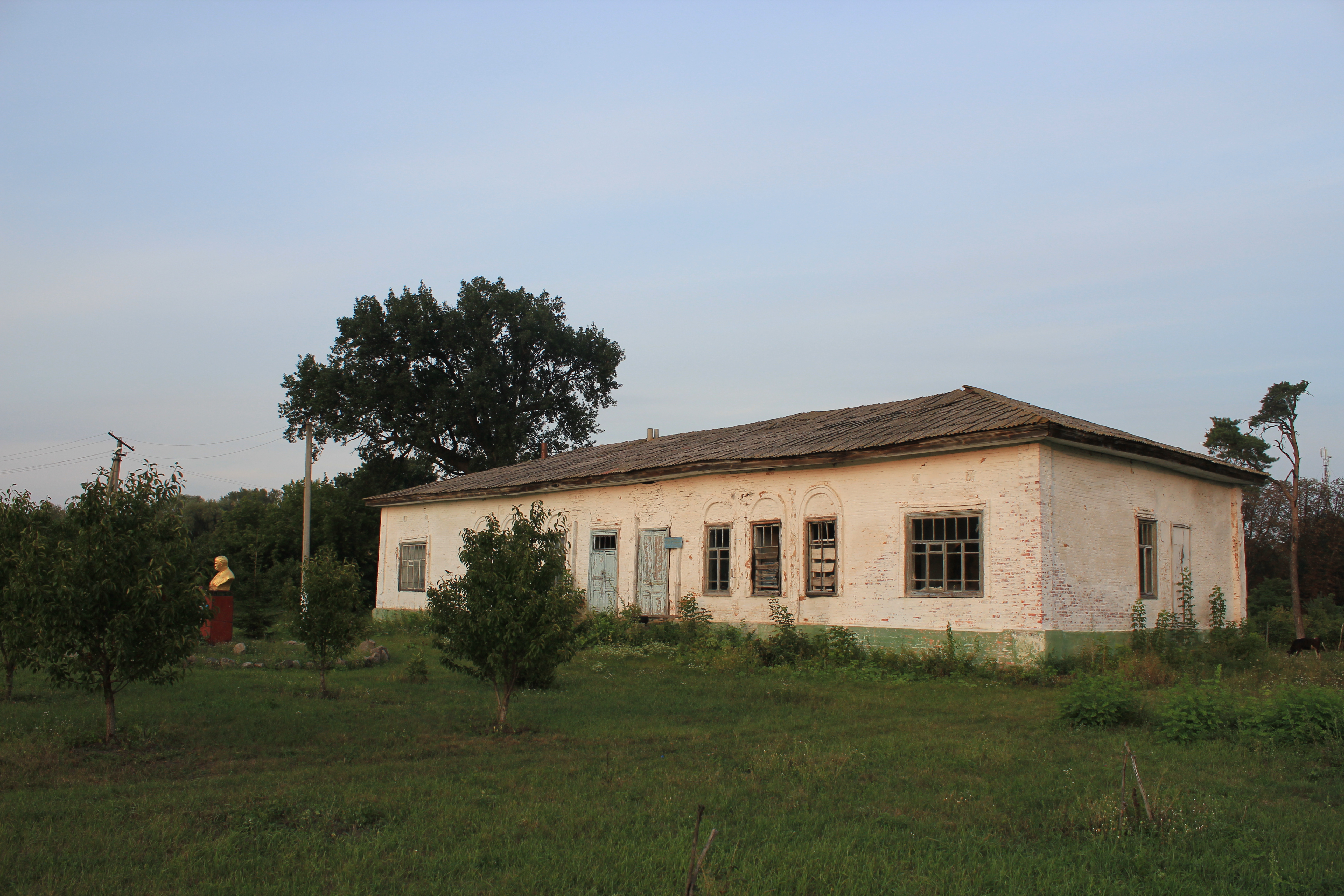
Усадьба Закревских
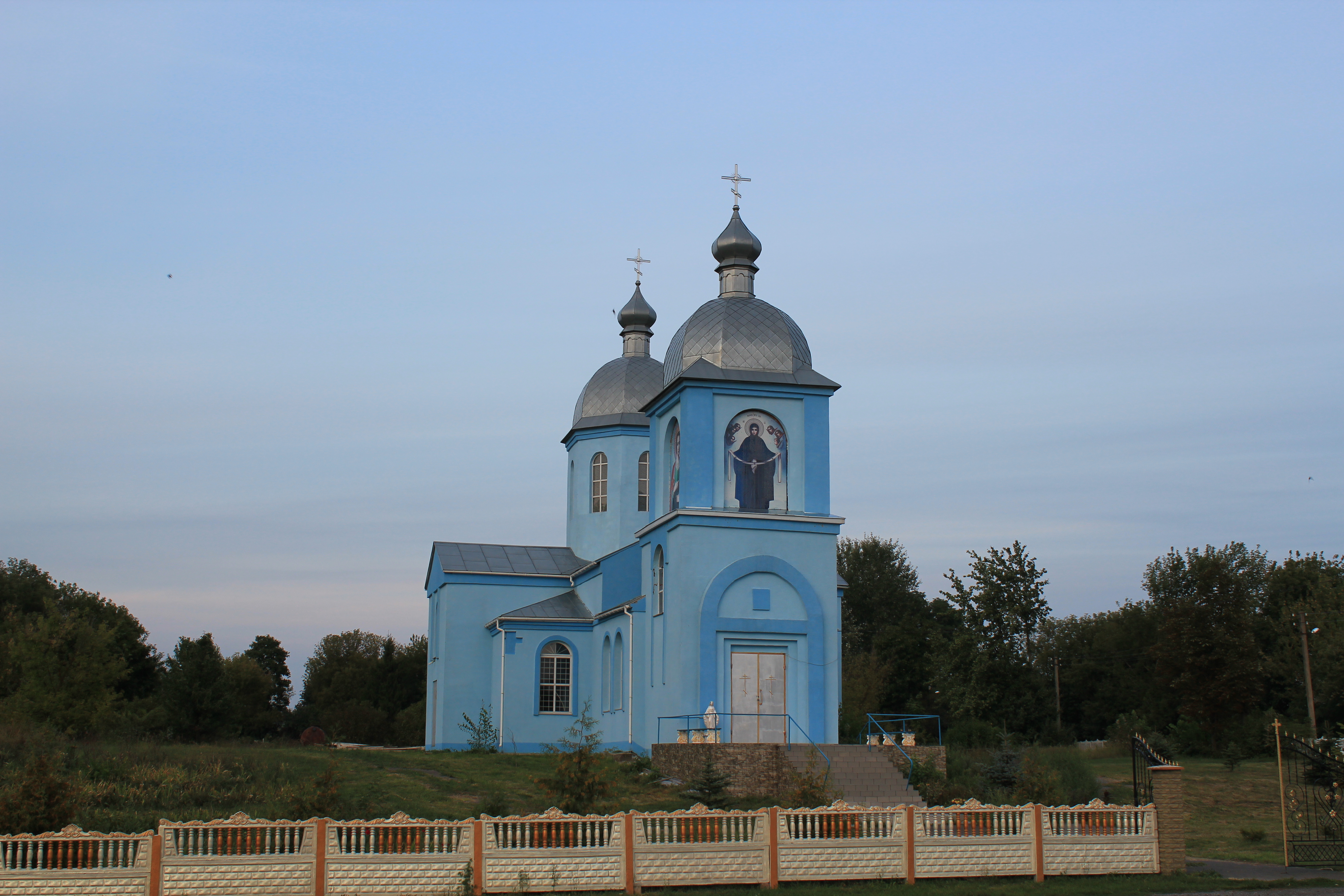
Покровская церковь